# フアン・ルイス・サンチェス・ベラスコ
フアンル（Juanlu）ことフアン・ルイス・サンチェス・ベラスコ（Juan Luis Sánchez Velasco、2003年8月15日 - ）は、スペイン・アンダルシア州セビリア出身のサッカー選手。ラ・リーガ・セビージャ所属。ポジションはMF。

## クラブ経歴
2010年に7歳でセビージャFCのカンテラに加入した。2019年8月13日、クラブと初めてプロ契約を結ぶと、Bチーム昇格が決まった。
2021年12月15日、コパ・デル・レイのCFアンドレチュ戦にてトップチームデビューを飾った。その6日後にはFCバルセロナとの試合でラ・リーガデビューを果たした。
2022年8月8日、2022-23シーズンはセグンダ・ディビシオンに所属していたCDミランデスへレンタル移籍することが決定した。ミランデスでは、CDレガネス戦でのプロ初ゴールやシーズンを通してレギュラーとして活躍するなどプロとして大きな経験を積んだ。

## タイトル

### 代表
U-23スペイン代表
- パリオリンピック金メダル: 2024